# Georgi Iwanowitsch Petrow
Georgi Iwanowitsch Petrow (russisch Георгий Иванович Петров, wissenschaftliche Transliteration Georgij Ivanovič Petrov; * 18. Maijul. / 31. Mai 1912greg. in Pinega; † 13. Mai 1987) war ein sowjetischer Ingenieur.

## Leben
Er studierte ab 1930 an der Mathematisch-Physikalischen Fakultät der Lomonossow-Universität Moskau (MGU). Nach Abschluss des Studiums im Jahr 1935 arbeitete er als Praktikant im Zentralen Aerohydrodynamischen Institut (ZAGI). Daneben besuchte er Seminare des bekannten Aerodynamkers Sergei Tschaplygin. Er wurde zu einem Spezialisten auf dem Gebiet der Aerodynamik und veröffentlichte zwischen 1937 und 1940 zahlreiche Arbeiten. Im ZAGI arbeitete er in leitenden Positionen, und 1941 wurde er promoviert (Kandidat der Wissenschaften). Nach Beginn des Deutsch-Sowjetischen Krieges arbeitete er zunächst im Ort Schukowski und anschließend in einem nach Nowosibirsk ausgelagerten Labor des ZAGI. 1942 kehrte er nach Moskau zurück und beteiligte sich an der Entwicklung von Waffensystemen. 1944 wechselte an das Forschungsinstitut NII-1 (russisch Научно-исследовательский институт 1). 1950 verteidigte er seine Doktor-Dissertation (entspricht der Habilitation). Ab 1952 leitete er dort die Entwicklung von Raketentriebwerken sowie die Entwicklung von Hitzeschilden der mit Überschallgeschwindigkeit in die Atmosphäre eintretenden Flugkörper. Von 1965 bis 1973 war Petrow Direktor des Institut für Weltraumforschung der Akademie der Wissenschaften der UdSSR. 1953 wurde er korrespondierendes und 1958 Vollmitglied der Akademie der Wissenschaften der UdSSR. 1953 wurde er Professor an der Lomonossow-Universität und war ab 1955 Leiter der Abteilung für Aeromechanik und Gasdynamik an der Fakultät für Mechanik und Mathematik.
Er erhielt zahlreiche staatliche Auszeichnungen.
Nach ihm sind folgende numerische Verfahren benannt, die in der numerischen Strömungssimulation zur Berechnung verwendet werden:
- Upwinding-Petrov-Galerkin-Verfahren
- Streamline-Upwind-Petrov-Galerkin-Verfahren (SUPG)

## Veröffentlichungen
- G. I. Petrov, V. Ya. Likhushin, I. P. Nekrasov und L. I. Sorkin: Viscosity effect on a supersonic flow with shocks. Tr. TsIAM, No. 224 (1952)
- G. I. Petrov: Application of the Galerkin method and the problem of flow stability of a viscous liquid. Prikl. Mat. Mekh., 4, 36–47 (1940)